# Tomtning

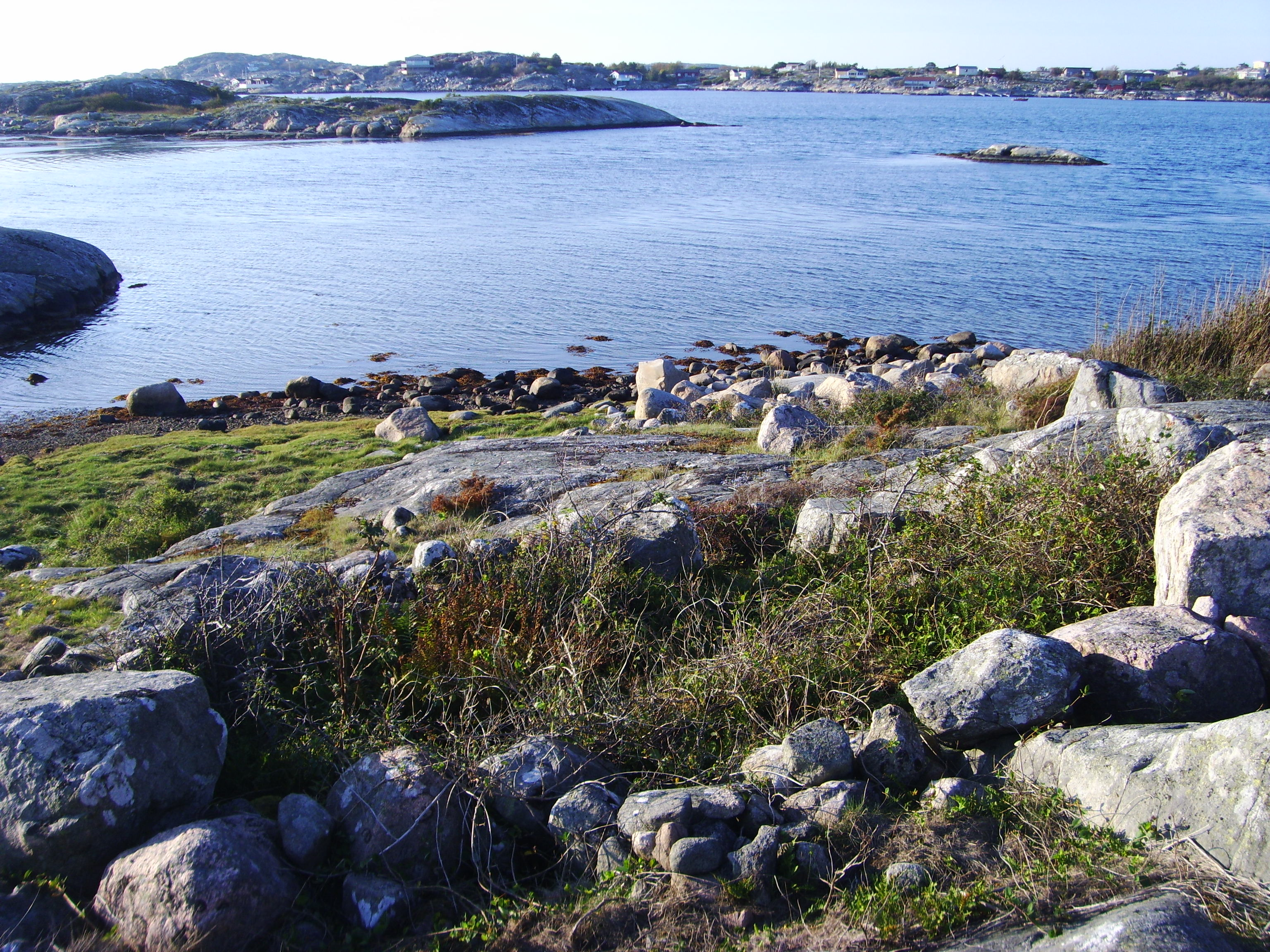
Tomtning på nordvästra Vrångö i Göteborgs södra skärgård.

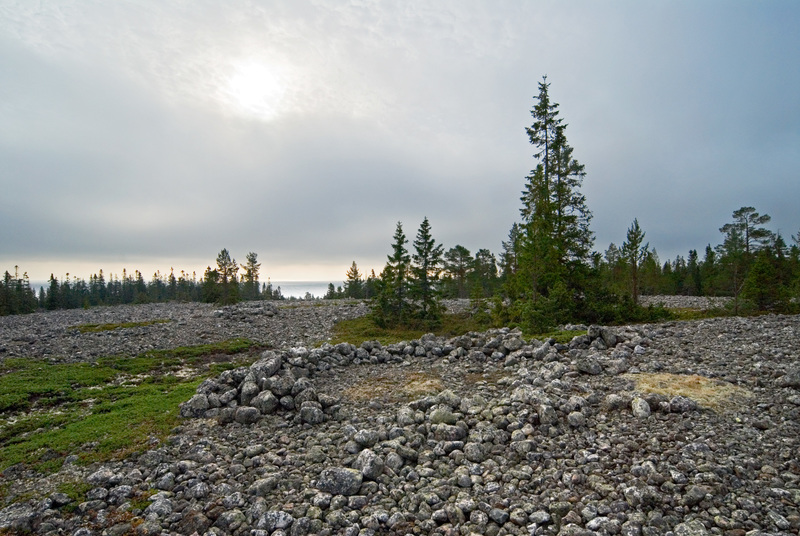
Tomtning på Bjuröklubb i Skellefteå kommun. Kol från en härd i en av tomtningarna har daterats till 779–968 e.Kr. (vikingatid).

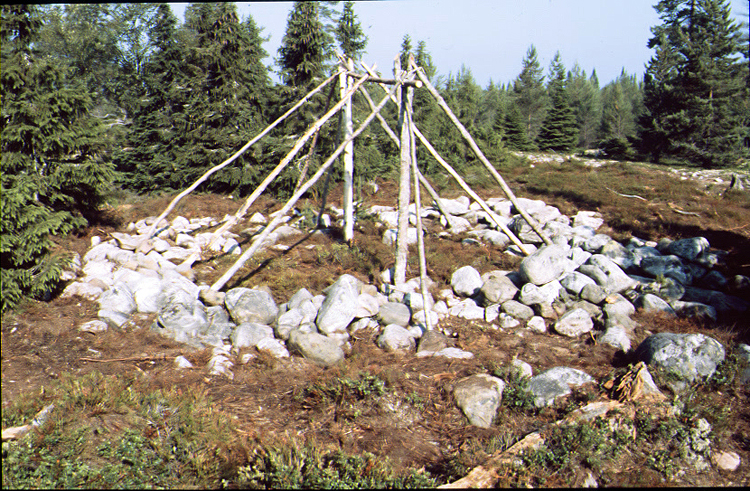
Rekonstruktion av tomtning på Bjuröklubb.

Tomtning är en arkeologisk term som enligt Riksantikvarieämbetet avser en "lämning efter byggnad i form av vallar eller murar kring golvyta i marknivå eller med försänkt golvyta". Termen används för lämningar efter strandnära byggnader i maritim miljö. Före 1974 användes "tomtning" som synonym till husgrund. 
Skillnaden mellan husgrund och tomtning är att i en tomtning har marken använts som golv.
Tomtningar är en fornlämningstyp som är särskilt vanlig längs Norrlandskusten och Bohuslän. De består av sten och är oftast rektangulära men ibland runda. Tomtningarna anses vara lämningar efter enkla kojor som använts i samband med fiske och fångst. För det mesta uppträder de i grupper, ofta i klapperstensfält. Det finns få föremålsfynd i tomtningarna, vilket gör det svårt att koppla dem till någon viss etnisk grupp. Arkeologen Noel Broadbent menar sig dock ha funnit belägg för att tomtningarna användes av kustsamer. Bland annat pekar han på de lämningar av brunbjörn som hittats i en av tomtningarna på Bjuröklubb i Västerbotten och som tolkats som en björngrav, vilket anses vara en typiskt samisk lämning.
På den riksintressanta ön Snöan i sydligaste Västerbottens län finns ett 50-tal tomtningar, anlagda under järnålder och medeltid.